# Francisco Cervantes de Salazar
Francisco Cervantes de Salazar (Toledo, 1514 — Mèxic, 1575) va ser un humanista i cronista espanyol.
Estudià a Salamanca i publicà diverses obres sobre Fernán Pérez de Oliva, Luis Mexia i Lluís Vives publicades el 1546 (Obras). Anà a viure a Mèxic, on va ser cronista de la ciutat, canonge i rector de la Universitat.

## Obres
- Crónica de la Nueva España (1914)